# Schulweg-Steg

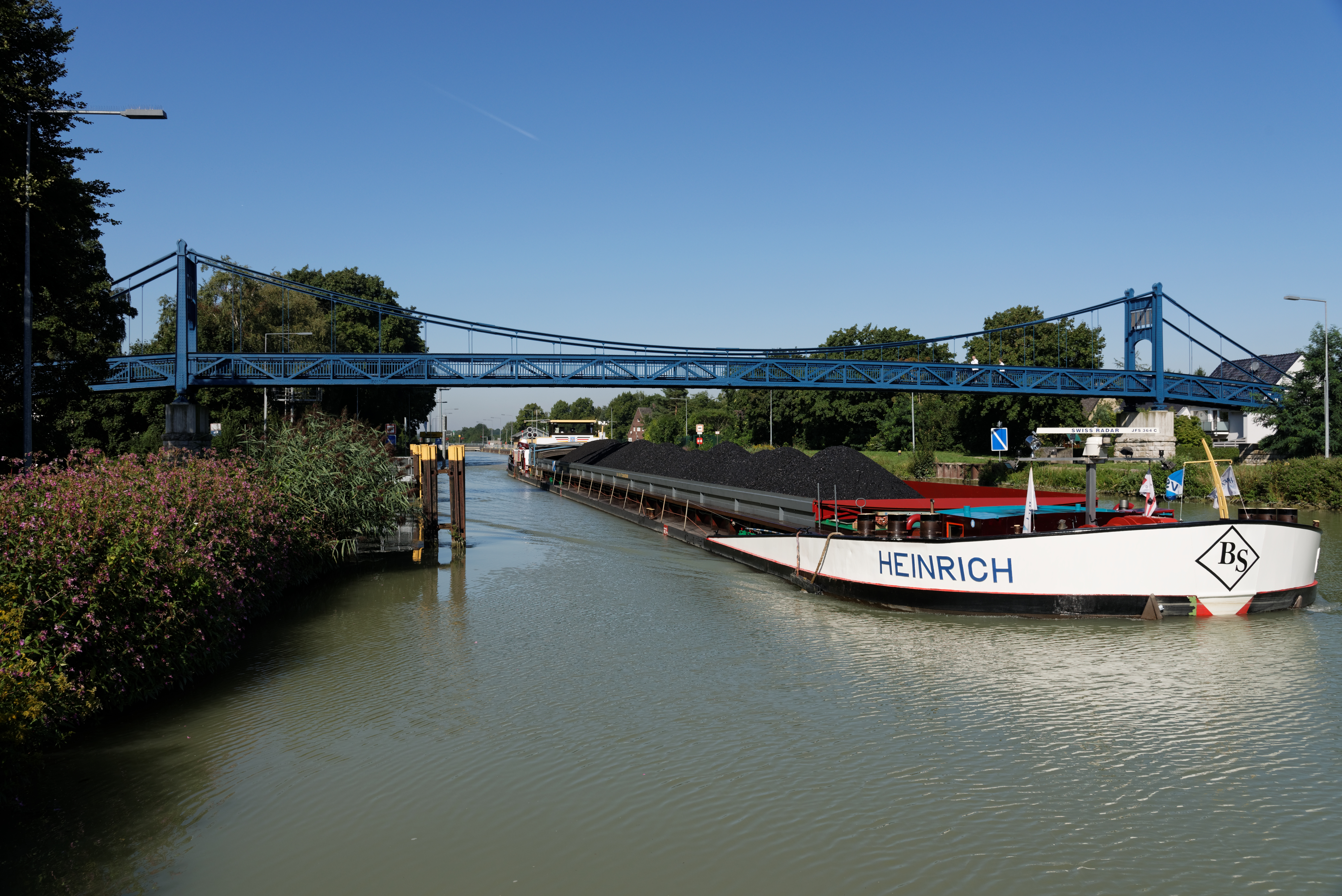
Schulweg-Steg in Hamm mit dem Binnenschiff Heinrich, welches Kohle für das Kraftwerk Westfalen transportiert

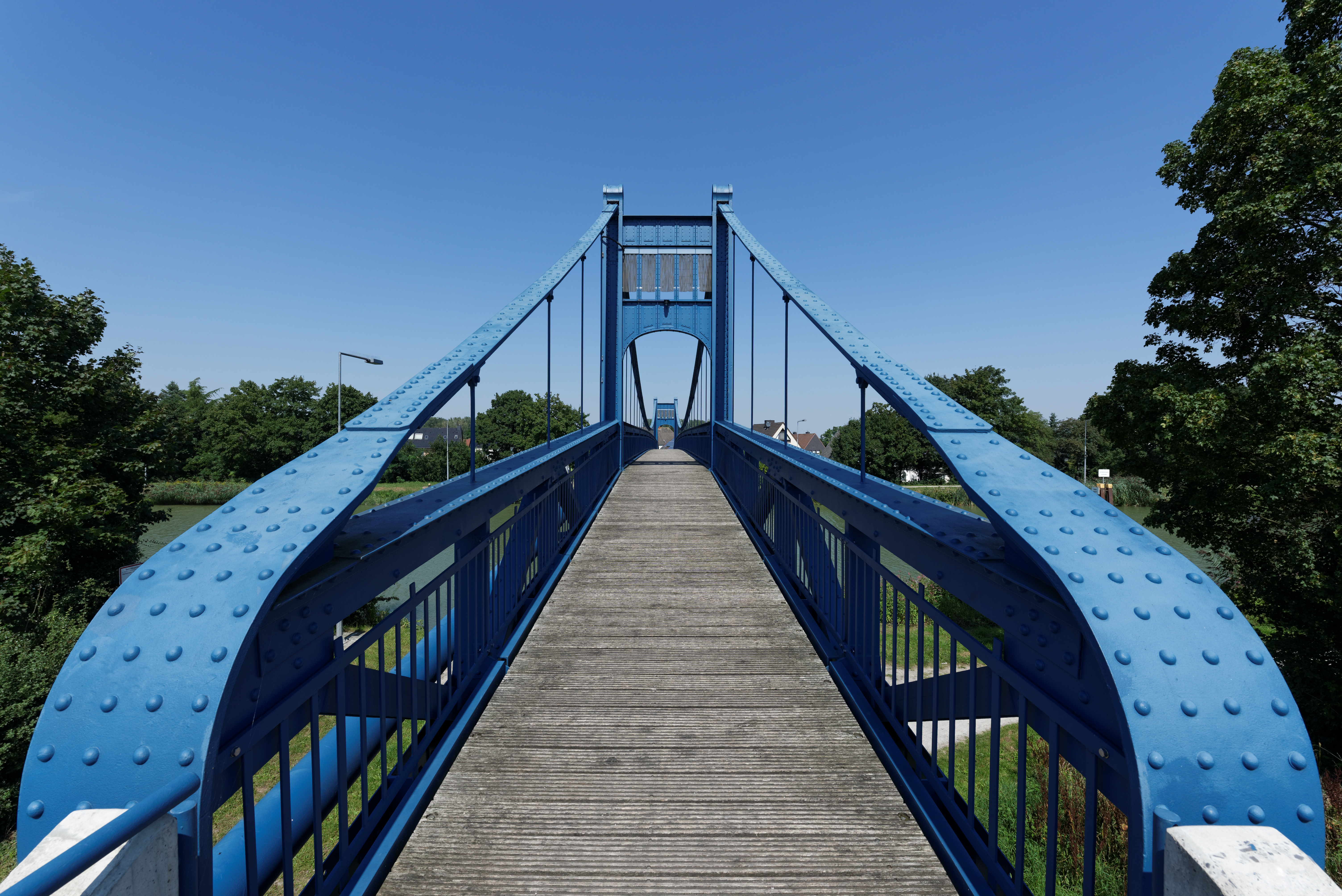
Schulweg-Steg in Längsrichtung

Der Schulweg-Steg ist eine Fußgängerhängebrücke über den Datteln-Hamm-Kanal im Osten der Stadt Hamm. Er befindet sich in unmittelbarer Nähe zur Schleuse Werries am km 40,627. Nach dem Vorbild der Hängebrücken Kaiserbrücke (Breslau) und Deutzer Hängebrücke (Köln) wurde das Tragwerk aus vernieteten Bandgurten zwischen 1915 und 1917 geplant und gebaut. Da die beiden Enden der Gurte an Versteifungsträgern befestigt sind, handelt es sich um eine in sich verankerte Hängebrücke.
Im Rahmen des Projektes „Hellweg – ein Lichtweg“ wurde im August 2007 die Lichtinstallation „hammer fenster/ante portas“ (gefördert durch Mittel der Regionalen Kulturpolitik des Landes Nordrhein-Westfalen, Sponsoren der Volksbank Hamm eG und des Kunstkreises Hamm e. V.) der Künstlerin Kirsten Kaiser eröffnet. Das Bauwerk wird durch die Lichtkunst nicht dauerhaft angestrahlt, sondern nur, wenn Bewegungsmelder feststellen, dass sich Menschen hinüberbewegen. Die beiden Stützpfeiler haben Vorhänge aus Leuchtdioden erhalten, sodass sie wie Fenster wirken. Im Gehbereich sind Strahler aufgestellt, welche die Pylone betonen.
Die Brücke steht seit 1990 unter Denkmalschutz und gehört zur Route der Industriekultur.